# 4월 20일
4월 20일은 그레고리력으로 110번째(윤년일 경우 111번째) 날에 해당한다.

## 사건
- 1303년 - 교황 보니파시오 8세가 로마에 로마 라 사피엔차 대학교를 세웠다.
- 1792년 - 프랑스 혁명 전쟁이 시작되다.

- 1862년 - 프랑스에서 최초의 저온 살균법 실험을 루이 파스퇴르와 클로드 베르나르가 성공한다.
- 1914년 - 미국 콜로라도주에서 주 방위군에 의해 루드로 학살이 일어났다.
- 1978년 - 소련 무르만스크 상공에서 대한항공 902편 격추 사건이 일어났다.
- 1997년 - 조선민주주의인민공화국 황장엽 비서 일행이 망명 신청 후 67일 만에 대한민국 서울에 도착한다.
- 1999년 - 컬럼바인 총기난사사건: 미국 컬럼바인 고등학교의 에릭 해리스와 딜런 클레볼드가 선생님 1명과 학생 12명을 죽이고 자살함. 이 사건은 나중에 마이클 무어 감독의 다큐멘터리 볼링 포 콜롬바인으로 재조명된다.
- 2008년 - 페르난도 루고가 파라과이 대선에서 41%를 득표하여 파라과이의 대통령에 당선되었다.
- 2009년 - 인터넷 논객 미네르바가 허위사실 유포 등에 대해 무죄를 선고받았다.
- 2010년 - 미국 멕시코만에서 사상 최악의 기름유출 사고인 딥워터 허라이즌 기름 유출 사고가 발생했다.
- 2012년 - 파키스탄 수도 이슬라마바드 베나지르 부토 국제공항 인근에서 보잉 737 여객기가 악천후에 착륙을 시도하다 공항 북쪽 10km 마르갈라 야산 언덕에 추락, 승객 121명과 승무원 6명 등 모두 127명이 사망했다.

## 문화
- 1946년 - 38선 이북 조선에서 금성청년출판사가 창립되다.
- 1950년 - 대한민국 마라토너 함기용·송길윤·최윤칠, 제54회 보스턴마라톤 대회에서 1·2·3위를 차지한다.
- 1954년 - 한국외국어대학교가 서울특별시 종로 2가 82번지 영보빌딩에서 개교하다.
- 1981년 - 제1회 장애인의 날.
- 1987년 - 맥용 마이크로소프트 파워포인트 출시.
- 1994년 - 한국케이블TV방송협회 설립.
- 2010년
  - SM엔터테인먼트 소속 그룹 f(x), 정규 1집 "피노키오" 발매.
  - 대한민국에서 KBS 제3라디오 사랑의 소리 방송이 FM방송을 시작하다.
- 2015년 - 걸그룹 오마이걸 데뷔 음반이자 미니 1집 'OH MY GIRL' 발매.

## 탄생
- 1586년 - 페루의 성인 리마의 로사. (~1617년)
- 1633년 - 제110대 일본의 천황 고코묘 천황. (~1654년)
- 1745년 - 프랑스의 의사 필리프 피넬. (~1826년)
- 1808년 - 프랑스의 황제 나폴레옹 3세. (~1873년)
- 1839년 - 루마니아의 초대 국왕 카롤 1세. (~1914년)
- 1889년 - 독일의 군인, 정치인 아돌프 히틀러. (~1945년)
- 1893년 - 스페인의 화가 호안 미로. (~1983년)
- 1895년 - 일제강점기, 대한민국의 정치인 이종형. (~1954년)
- 1897년 - 미국의 정치인 밀드레드 팩스턴 무디. (~1983년)
- 1904년 - 대한민국의 판소리 국악인 겸 작곡가 임방울. (~1961년)
- 1913년 - 대한민국의 정치인 고재필. (~2005년)
- 1917년 - 미국의 야구 선수 할 펙. (~1995년)
- 1918년 - 스웨덴의 물리학자 카이 시그반. (~2007년)
- 1920년
  - 대한민국의 정치인 김상협. (~1995년)
  - 대한민국의 군인 겸 정치가 고정훈. (~1988년)
- 1924년 - 잉글랜드의 배우, 성우 레슬리 필립스. (~2022년)
- 1927년 - 일본의 시인 모리사키 가즈에. (~2022년)
- 1930년 - 대한민국의 공무원, 정치인, 기업인 김재호. (~2019년)
- 1936년 - 대한민국의 정치인 김선흥. (~2013년)
- 1940년 - 대한민국의 법조인 박준서. (~2024년)
- 1941년 - 미국의 배우 라이언 오닐. (~2023년)
- 1942년 - 대한민국의 배우 신충식.
- 1943년 - 미국의 배우, 모델 에디 세즈윅. (~2005년)
- 1944년 - 대한민국의 방송 작가 정하연.
- 1945년
  - 영국의 음악가, 배우 지미 윈스턴. (~2020년)
  - 미국의 수탉 머리 없는 닭 마이크. (~1947년)
- 1947년 - 대한민국의 정치인 최용득. (~2023년)
- 1948년
  - 대한민국의 정치인 강성원. (~2010년)
  - 미국의 영화배우 그레고리 이친. (~2022년)
- 1949년
  - 미국의 배우 제시카 랭.
  - 미국의 배우 베로니카 카트라이트.
- 1950년
  - 러시아의 군인, 정치인 알렉산드르 레베디. (~2002년)
  - 포르투갈의 전 축구 선수, 현 축구 감독 움베르투 코엘류.
- 1951년 - 미국의 싱어송라이터 루서 밴드로스. (~2005년)
- 1953년
  - 대한민국의 기업 출신 정치인 이준원. (~2004년)
  - 미국의 색소폰연주자 제임스 챈스. (~2024년)
- 1954년
  - 대한민국의 군인 성일환.
  - 카를 프리드리히 폰 호엔촐레른.
- 1955년 - 스웨덴의 유전학자, 노벨 생리학·의학상 수상자 스반테 페보.
- 1956년 - 대한민국의 배우 윤갑수.
- 1959년
  - 대한민국의 민주운동가 김의기. (~1980년)
  - 대한민국의 국회의원 이민우. (~2008년)
- 1960년 - 쿠바의 정치인 미겔 디아스카넬.
- 1964년
  - 영국의 배우 겸 영화감독 앤디 서키스.
  - 미국의 배우 크리스핀 글러버.
- 1966년 - 대한민국의 배구 선수 황현주. (~2014년)
- 1967년
  - 대한민국의 방송인 박종진.
  - 미국의 레슬링 선수 타운젠드 손더스.
- 1969년
  - 대한민국의 전 야구 선수, 현 야구 코치 차명석.
  - 대한민국의 정치인 허대만. (~2022년)
  - 오스트리아의 스카이다이버 펠릭스 바움가르트너. (~2025년)
- 1970년 - 대한민국의 정당인 황세영.
- 1971년
  - 대한민국의 배우 이상인.
  - 대한민국의 성우 이원준.
  - 대한민국의 정치인 전재수.
- 1973년 - 대한민국의 성우 백승철.
- 1974년 - 대한민국의 전 야구 선수 강동우.
- 1975년 - 일본의 레슬링 선수 다나베 지카라.
- 1976년
  - 아일랜드의 축구 선수 셰이 기븐.
  - 대한민국의 기타리스트 정우진.
- 1977년 - 대한민국의 전 야구 선수 이상열.
- 1978년
  - 대한민국의 전 배우 박영희.
  - 대한민국의 방송인 하경민.
- 1979년 - 대한민국의 배우 김다혜.
- 1980년 - 대한민국의 희극인 이광섭.
- 1981년 - 일본의 일러스트레이터 Huke.
- 1983년
  - 일본의 피겨 스케이팅 선수 나가시마 게이이치로.
  - 오스트레일리아의 모델 미란다 커.
- 1984년
  - 대한민국의 래퍼 염따.
  - 대한민국의 봅슬레이 선수 이진희.
  - 미국의 잡지 소피아 아모루소.
- 1985년 - 대한민국의 배우 이현영.
- 1986년
  - 대한민국의 야구 선수 김선규.
  - 대한민국의 축구 선수 강선규.
- 1987년
  - 대한민국의 배우 송채윤.
  - 대한민국의 배우 천우희.
  - 뉴질랜드의 자동차 경주 선수 헤이든 패든.
  - 대한민국의 희극인 김지영.
  - 대한민국의 핸드볼 선수 박미라.
- 1989년 - 대한민국의 가수 한희준.
- 1990년
  - 중화인민공화국의 가수 루한.
  - 프랑스의 유도 선수 오드리 최메오.
- 1991년
  - 일본의 가수 노나카 미사토. (AKB48)
  - 카자흐스탄의 역도 선수 파르하트 하르키.
- 1992년
  - 대한민국의 유도 선수 곽동한.
  - 대한민국의 배우, 미스코리아 임사랑.
  - 캐나다, 미국의 인터넷 스타, 모델, 배우 지지 고저스.
- 1993년 - 대한민국의 가수 박도준.
- 1994년 - 대한민국의 가수 지훈 (네버마인드).
- 1995년
  - 도미니카 공화국의 역도 선수 크리스메리 산타나.
  - 대한민구의 영화배우 김현호.
- 1997년
  - 대한민국의 가수 지수연 (위키미키).
  - 독일의 테니스 선수 알렉산더 츠베레프.
  - 중국의 가수, 무용가 류위신.
  - 일본의 축구 선수 고야마 다쿠야.
- 1998년 - 대한민국의 싱어송라이터 드비타.
- 1999년
  - 대한민국의 가수 제현.
  - 대한민국의 가수, 인플루언서 백합.
- 2000년 - 대한민국의 래퍼 빈첸.
- 2001년
  - 대한민국의 축구 선수 김정훈.
  - 대한민국의 리그 오브 레전드 프로게이머 채이시.
- 2002년
  - 일본의 축구 선수 다무라 소키.
  - 대한민국의 가수 제이.
- 2004년
  - 일본의 성우 신도 아마네.
  - 대한민국의 야구 선수 윤영철 (KIA 타이거즈).
  - 대한민국의 야구 선수 문현빈.
- 2005년 - 대한민국의 전 배우 김의진.

## 사망
- 1923년 - 미국의 발명가 쉴러 휠러 (1860년~)
- 888년 - 중국 당나라의 제18대 황제 당 희종. (862년~)
- 1314년 - 195대 로마의 교황 교황 클레멘스 5세. (1264년~)
- 1918년 - 독일의 물리학자 카를 페르디난트 브라운. (1850년~)
- 1932년 - 이탈리아의 수학자 주세페 페아노. (1858년~)
- 2018년 - 스웨덴의 DJ이자 음반 프로듀서 아비치 (1989년~)
- 2019년
  - 대한민국의 정치인 김홍일. (1948년~)
  - 대한민국의 공무원 출신 정치가, 기업인 김재호. (1930년~)
  - 도미니카공화국의 야구 선수 브라울리오 라라. (1988년~)
- 2020년
  - 대한민국의 축구 감독 손종석. (1954년~)
  - 미국의 야구 선수 스티브 댈코우스키. (1939년~)
  - 미국의 영화배우 톰 레스터. (1938년~)
- 2023년
  - 대한민국의 희극인 서세원. (1956년~)
  - 스페인의 축구 선수 조세프 마리아 푸스테. (1941년~)
- 2024년
  - 대한민국의 생물학자 박상대. (1937년~)
  - 이탈리아의 영화배우 안토니오 캔타포라. (1944년~)
  - 영국의 지휘자 앤드루 데이비스. (1944년~)
  - 리투아니아의 제13대 총리 게디미나스 키르킬라스. (1951년~)
- 2025년
  - 대한민국의 정치인 김찬진. (1941년~)
  - 독일의 축구인 베르너 로란트. (1948년~)

## 기념일
- 장애인의 날 - 대한민국
- 유엔 중국어의 날(Chinese Language Day at the UN)
- 420 마리화나 (카나비스) 데이: 국제 대마초 문화 축제
- 도지 데이 - 도지코인 기념일

## 같이 보기
- 전날: 4월 19일 다음날: 4월 21일 - 전달: 3월 20일 다음달: 5월 20일
- 음력: 4월 20일
- 모두 보기